# Бурвил (Приморска Сена)
Бурвил (фр. Bourville) насеље је и општина у северној Француској у региону Горња Нормандија, у департману Приморска Сена која припада префектури Дјеп.
По подацима из 2011. године у општини је живело 298 становника, а густина насељености је износила 45,08 становника/km². Општина се простире на површини од 6,61 km². Налази се на средњој надморској висини од 90 метара (максималној 114 m, а минималној 63 m).

## Демографија
| 1962. | 1968. | 1975. | 1982. | 1990. | 1999. | 2011. |
| ----- | ----- | ----- | ----- | ----- | ----- | ----- |
| 409   | 433   | 373   | 410   | 318   | 313   | 298   |

График промене броја становника у току последњих година